# 指導手順再検討
『指導手順再検討』（しどうてじゅんさいけんとう）は、語学教育研究所が2008年に出版した英語教育に関するブックレット。
大修館書店の雑誌『英語教育』に2001年4月から2003年3月まで、24回にわたって連載された記事をブックレット化したものである。語学教育研究所は中学校や高等学校において文部科学省検定済教科書を使う授業の核として、オーラル・イントロダクションを提唱している。オーラル・イントロダクションは英語で英語の授業を行う上での核とはいえ、あくまで導入でありそれ単独で存在するものではない。オーラル・イントロダクションの前や後にさまざまな活動が必要であるが、その手順をライブ調で示している文献は少ない。『指導手順再検討』は、主に教師と生徒との豊富なインタラクション例を示し、授業の組み立て手順を詳細に記述している。2010年に第2刷が出ており、誤植が修正されている。